# Hydrogen Refueling Solutions
‌
Hydrogen Refueling Solutions abrégé en HRS est une entreprise française opérant dans la mobilité hydrogène située à Champagnier dans la périphérie de Grenoble et créée en 2004 par Hassen Rachedi.

## Historique

### Tuyauterie Service Maintenance (TSM): 2004
Hassen Rachedi crée en 2004 Tuyauterie Service Maintenance (TSM), qui travaille en sous-traitance avec plusieurs entreprises de la région grenobloise dans le domaine de la tuyauterie industrielle,.
Sur proposition de son client Air Liquide, la société développe alors son expertise dans le domaine des stations de ravitaillement en hydrogène.

### Hydrogen Refueling Solutions (HRS): 2020
En 2019, TSM décide de devenir fabricant de stations de ravitaillement en hydrogène.
TSM devient alors Hydrogen Refueling Solutions (HRS), en 2020 pour fabriquer, installer et mettre en service des stations de ravitaillement en hydrogène sous sa propre marque.
En juin 2022, son chiffre d'affaires est évalué à 10,5 millions d’euros,.